# Ґоґолиці (Каменський повіт)
Ґоґолиці (пол. Gogolice) — село в Польщі, у гміні Волін Каменського повіту Західнопоморського воєводства.
Населення — 100 осіб (2011).
У 1975-1998 роках село належало до Щецинського воєводства.

## Демографія
Демографічна структура станом на 31 березня 2011 року:
|          | Загалом | Допрацездатний вік | Працездатний вік | Постпрацездатний вік |
| -------- | ------- | ------------------ | ---------------- | -------------------- |
| Чоловіки | 49      | 11                 | 32               | 6                    |
| Жінки    | 51      | 14                 | 29               | 8                    |
| Разом    | 100     | 25                 | 61               | 14                   |